# Gynoplistia lieftinckiana
Gynoplistia lieftinckiana là một loài ruồi trong họ Limoniidae. Chúng phân bố ở miền Australasia.